# Feria de los juegos de Origen

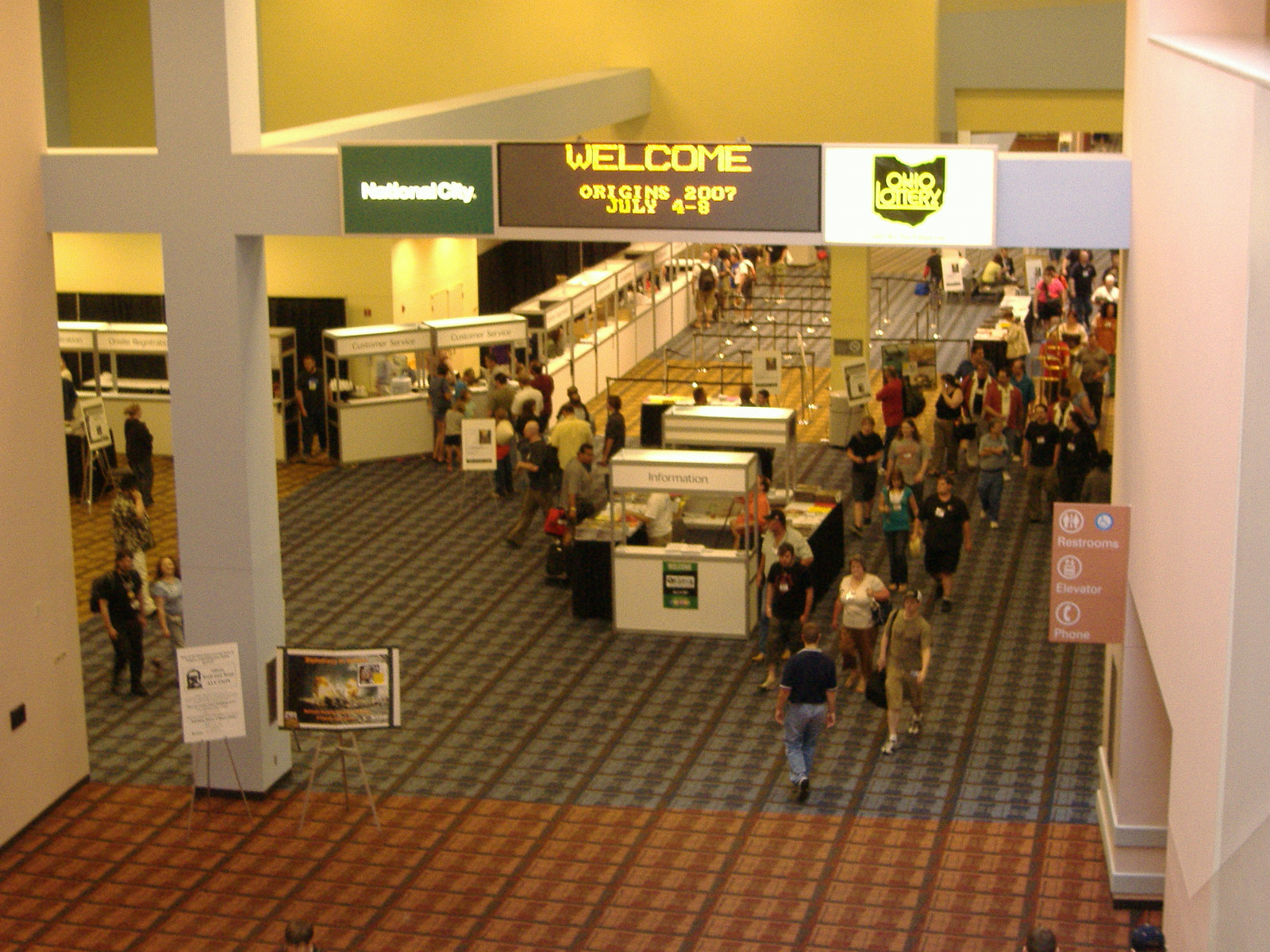
Área de registro de Orígenes

La feria de los juegos de origen es una convención anual de juegos que se celebró por primera vez en 1975. Desde 1996, esta feria se realiza en Columbus, Ohio, en el Greater Columbus Convention Center. La feria o la convención está a cargo de la Asociación de Fabricantes de Juegos. Esta feria fue creado para servir a los juegos en general, incluidos los juegos de guerra y los juegos de miniaturas.
Es el sitio de la ceremonia anual de los Premios Origins. Durante muchos años, los premios Charles S. Roberts para juegos de mesa históricos se entregaron en Origins, pero ahora se entregan en el Campeonato Mundial de Juegos de Mesa. Los juegos de mesa, los juegos de cartas coleccionables, los LARP y los juegos de rol también son populares en Origins.
La convención de los juegos de origen se conocía anteriormente como Origins International Game Expo. El nombre fue cambiado en el verano de 2007.
La feria suele tener un tema cada año, que afecta a algunos de los eventos y decoraciones, como pancartas o arte, y la mascota de Origins también aparecerá vistiendo un atuendo relacionado con el tema. El tema de 2012 fue de viajes en el tiempo. En 2014 fue de monstruos,también fue la 40.ª convención de la convención y, siguiendo con la temática de monstruos, presentaron la mascota Crit. En 2015 el tema fue en el espacio. En 2016 fue de robots. En 2017 fue de dragones. En 2018 fue de misterios. En 2019 fue de temáticas místicas. Se distribuyó una encuesta en línea para ayudar a seleccionar el tema para la feria de 2020. Las opciones eran: Diversión aterradora, Juegos alrededor del mundo, Aventura, Futurista y Top Secret. Según el libro de sitio Origins de 2019, el tema para 2020 será Juegos en todo el mundo.

## Historia

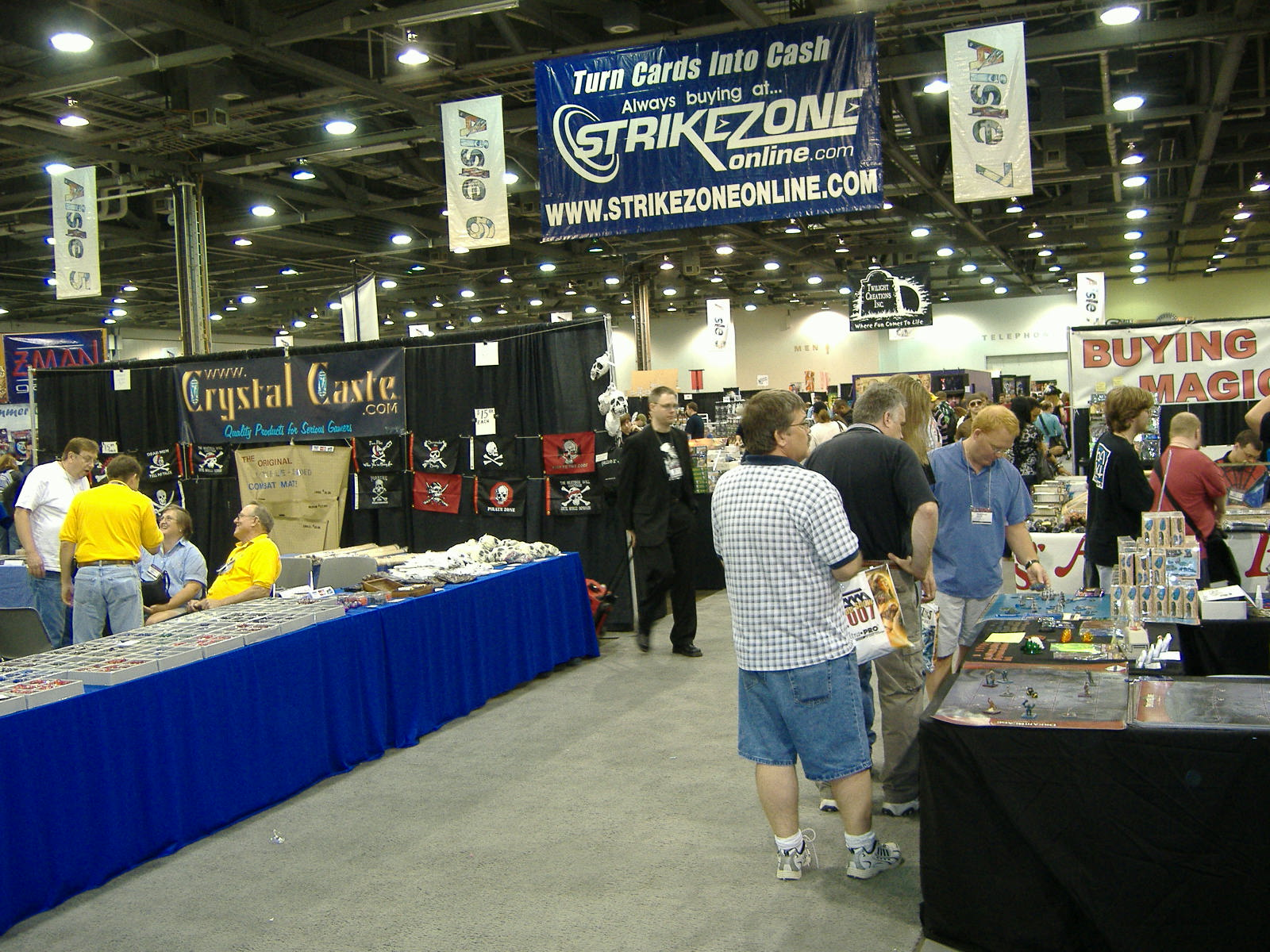
Salón de expositores

Comenzaron en 1975 con una reunión de jugadores en Baltimore, Maryland. El Interest Group Baltimore, un club de juegos de guerra local, trabajó con la compañía de juegos Avalon Hill, con sede en Baltimore, para montar el primer espectáculo de ese año en la Universidad Johns Hopkins.
Avalon Hill produjo los primeros juegos de guerra comerciales en 1958. Don Greenwood, diseñador de juegos de Avalon Hill y fundador de la convención, sugirió llamar al programa "Origins". Durante los años siguientes, tanto Avalon Hill como SPI (otra empresa de juegos de guerra) dirigieron el programa. A medida que el programa seguía expandiéndose, la Asociación de Fabricantes de Juegos asumió la dirección en 1978.
En abril de 2020, debido a la pandemia de COVID-19, se anunció que la feria de juegos se pospondría de su fecha habitual de mediados de junio al 7 al 11 de octubre. En su lugar, se llevaría a cabo un evento llamado Origins Online que permitiría a los asistentes "realizar demostraciones y comprar juegos y productos" y ofrecer "talleres de transmisión y seminarios educativos con autores, artistas y diseñadores de juegos invitados, además de cientos de juegos en línea que los asistentes Puedes inscribirte para participar." 
En junio, debido a la falta de respuesta de GAMA sobre Black Lives Matter y las protestas de George Floyd, algunos miembros de la comunidad que tenían la intención de organizar o participar en eventos de Origins Online renunciaron y otros se unieron a ellos en solidaridad. Una cantidad tan grande de personas se retiró, que se especula que Origins Online no habría podido funcionar sin ellas. Independientemente del motivo, Origins Online se canceló por completo y GAMA se ofreció a "igualar, dólar por dólar, a cualquier expositor, patrocinador, anunciante o proveedor que done las cantidades que se le deben por Origins Online a una de" varias organizaciones negras diferentes.Poco después, la convención habitual de la feria de juegos también se canceló para 2020, citando temores de una segunda ola de COVID-19.

### Lugares
| Año  | fechas                   | Ubicación                           |
| ---- | ------------------------ | ----------------------------------- |
| 1975 | 25 al 27 de julio        | Baltimore, Maryland                 |
| 1976 | 23 al 25 de julio        | Baltimore, Maryland                 |
| 1977 | 22 al 24 de julio        | Staten Island, Nueva York           |
| 1978 | 13 al 16 de julio        | Ann Arbor, Míchigan                 |
| 1979 | 22 y 24 de junio         | Chester, Pensilvania                |
| 1980 | 27 al 29 de junio        | Chester, Pensilvania                |
| 1981 | 3 al 5 de julio          | San Mateo, California               |
| 1982 | 23 al 25 de julio        | Baltimore, Maryland                 |
| 1983 | 14 al 17 de julio        | Detroit, Michigan                   |
| 1984 | 5 al 8 de julio          | Dallas, Texas                       |
| 1985 | 27 al 30 de junio        | Towson, Maryland                    |
| 1986 | 3 al 6 de julio          | Los Angeles, California             |
| 1987 | 2 al 5 de julio          | Baltimore, Maryland                 |
| 1988 | 18 al 21 de agosto       | Milwaukee, Wisconsin (con Gen Con ) |
| 1989 | 29 de junio - 2 de julio | Los Angeles, California             |
| 1990 | 28 de junio - 1 de julio | Atlanta, Georgia (con DragonCon )   |
| 1991 | 4 al 7 de julio          | Baltimore, Maryland                 |
| 1992 | 20 al 23 de agosto       | Milwaukee, Wisconsin (con Gen Con)  |
| 1993 | 13 al 16 de julio        | Fort Worth, Texas                   |
| 1994 | 7 al 10 de julio         | San Jose, California                |
| 1995 | 13 al 16 de julio        | Filadelfia, Pensilvania             |

### Columbus, Ohio

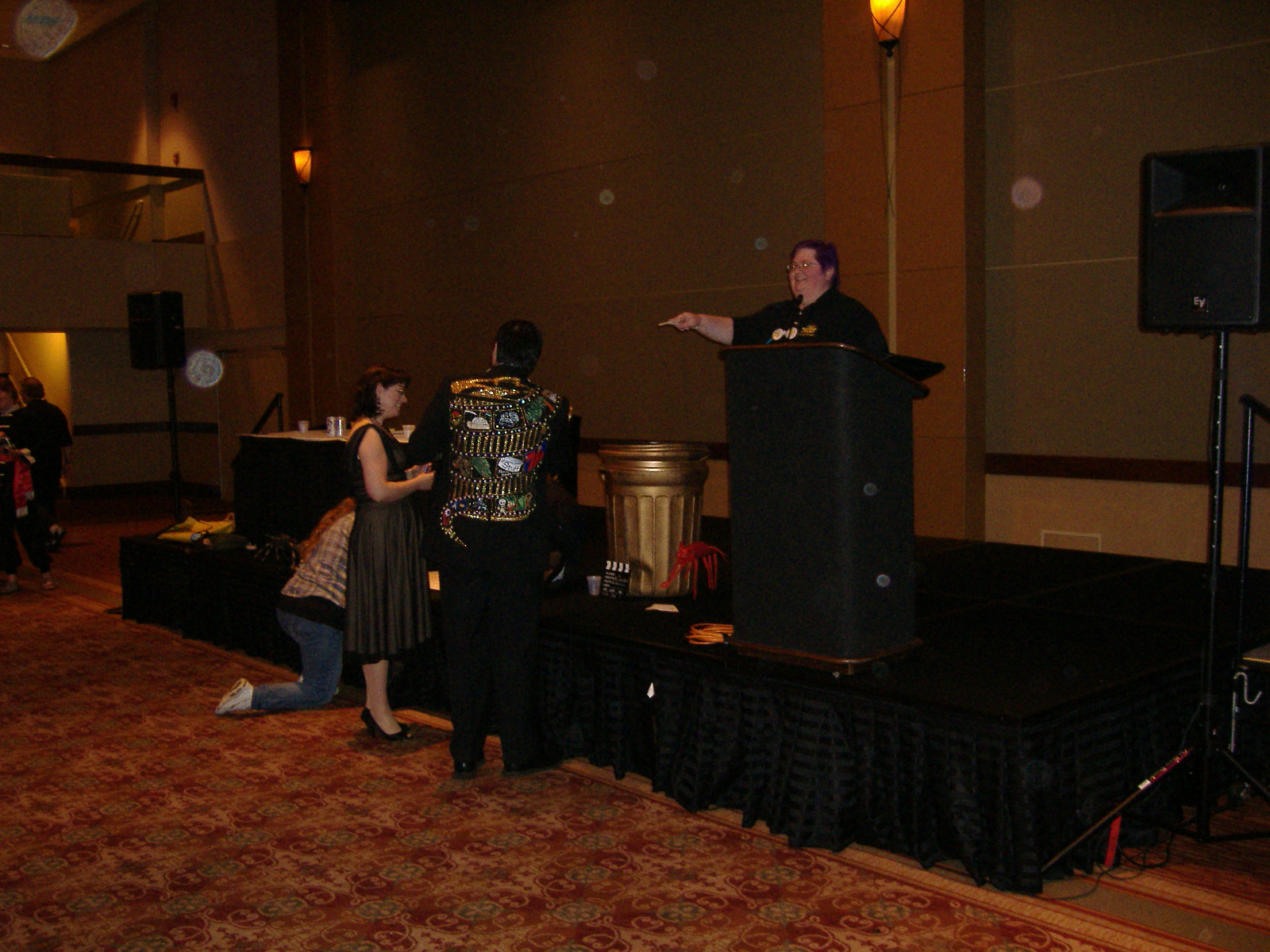
" Alan Smithee " (el hombre de la chaqueta llamativa) consultando con sus ayudantes en los premios Smithee 2007 en la Origins International Game Expo

A lo largo de los primeros veinte años de su vida, Origins migró de ciudad en ciudad, hasta que en 1996, GAMA decidió anclar la feria en una sola ubicación. Después de considerar varias posibilidades, se eligió Columbus, Ohio .
| Año  | fechas                                  | Asistencia (única)  |
| ---- | --------------------------------------- | ------------------- |
| 1996 | 4 al 7 de julio                         |                     |
| 1997 | 17 al 20 de julio                       |                     |
| 1998 | 2 al 5 de julio                         |                     |
| 1999 | 1 al 4 de julio                         |                     |
| 2000 | 13 al 16 de julio                       |                     |
| 2001 | 5 al 8 de julio                         |                     |
| 2002 | 4 al 7 de julio                         | 10.500 (aproximado) |
| 2003 | 26 al 29 de junio                       | 12.600              |
| 2004 | 24 al 27 de junio                       | 13.980              |
| 2005 | 30 de junio - 3 de julio                | 15.061              |
| 2006 | 29 de junio - 2 de julio                | 11.852              |
| 2007 | 5 al 8 de julio                         | 11,104              |
| 2008 | 26 al 29 de junio                       | 10,110              |
| 2009 | 25 al 28 de junio                       | 10.030              |
| 2010 | 24 al 27 de junio                       | 10.669              |
| 2011 | 22 al 26 de junio                       | 11.502              |
| 2012 | 30 de mayo - 3 de junio                 | 11.332              |
| 2013 | 12 de junio - 16 de junio               | 11.573              |
| 2014 | 11 de junio - 15 de junio               | 12.902              |
| 2015 | 3 de junio - 7 de junio                 | 15.938              |
| 2016 | 15 de junio - 19 de junio               | 15.480              |
| 2017 | 14 de junio - 18 de junio               | 17.001              |
| 2018 | 13 de junio - 17 de junio               | 18.648              |
| 2019 | 12 de junio - 16 de junio               | 20.642              |
| 2020 | Cancelado                               |                     |
| 2021 | 30 de septiembre - 3 de octubre         | 10.476              |
| 2022 | 8 de junio - 12 de junio                | 11.689              |
| 2023 | 21 de junio - 25 de junio               | 16.082              |
| 2024 | 19 de junio - 23 de junio (planificado) |                     |

## Controversias
Después de que se publicaran múltiples relatos de primera mano en las redes sociales y Reddit,GAMA emitió una declaración pública  sobre las quejas y desde entonces ha actualizado sus políticas contra el acoso.